# Хари, Бадр
Бадр Хари (араб. بدر هاري‎) (род. 8 декабря 1984 года) — голландский кикбоксер, выступающий в тяжёлом / супертяжёлом весе. Является двукратным финалистом турнира K-1 World Grand Prix (2008, 2009) и двукратным чемпионом в тяжёлом весе в организации It’s Showtime (2009, 2010). С 10 декабря 2016 года выступает в организации Glory, где провёл 7 поединков, в которых, однако, не одержал ни одной официальной победы.
Хари известен своим ярким стилем ведения боя, а также скандальным поведением, как на ринге, так и вне его. Перед боями Хари нередко оскорбляет своих соперников, иногда устраивая потасовки на пресс-конференциях. Самым скандальным его поступком на сегодняшний день является нанесение ударов, в том числе ногой, по голове лежащего соперника (Реми Боньяски) в финале K-1 World Grand Prix 2008. Начиная с 2006 года, Хари неоднократно арестовывался по многочисленным обвинениям, включая нападение, умышленный поджог и нанесение тяжких телесных повреждений.
Хотя в заявленной статистике профессиональных кикбоксерских поединков Хари формально указывается число в 125 боёв, фактически у него их вдвое меньше, подтвердить реальное существование остальной части поединков и найти о них какую-либо информацию попросту невозможно.

## Биография
Бадр Хари начал заниматься кикбоксингом в семилетнем возрасте под руководством бывшего чемпиона мира Мусида Акамрэйна. В подростковом возрасте он стал тренироваться под началом Мохаммеда Али Хассу в клубе Sitan Gym. Когда же клуб переехал в Роттердам, то Хари присоединился к известному клубу Chakuriki Gym, где главным тренером был известный в мире кикбоксинга Том Харинк. Впоследствии Хари не раз переходил в другие клубы, поменяв Харинка на другого тренера, Симона Рутца, в январе 2005-го. Там он также не задержался надолго и перешёл в известный зал Mejiro Gym, где, впрочем, провёл всего пару недель. После этого Хари вновь вернулся к Харинку, однако опять ушёл через две недели. С тех пор Хари постоянно тренируется у Майка Пассенье вместе с другими известными бойцами как Юри Мес, Бьёрн Бреги, Мелвин Манхуф и Артур Кишенко.

## Спортивная карьера

### Начало
Начало карьеры Хари не было многообещающим: свой первый бой он проиграл нокаутом. Тем не менее, Хари продолжил упорно тренироваться и уже через два года был чемпионом Голландии по муай тай. Дальнейший путь Хари проходил через ряд не самых известных турниров, где он преимущественно побеждал. Известность получил бой против белоруса Алексея Игнашова, в котором Хари заменил изначально запланированного, будущего одноклубника Мелвина Манхуфа за три дня до боя. Уступая 18 килограммов (на начальном этапе карьеры Хари весил меньше 100 килограммов), Хари был отправлен в нокдаун в самом конце третьего раунда, однако, завоевал уважение поклонников за волю к победе.

### К-1
В 2005 году Хари дебютировал в К-1, победив белорусского бойца Виталия Ахраменко единогласным решением. Следующий бой прошёл под эгидой Showtime, где Хари столкнулся с немцем хорватского происхождения Штефаном Леко, который он проиграл нокаутом: Леко провёл удар ногой с разворота в печень. Поскольку бою предшествовала грандиозная словесная перепалка, инициатором которой выступил Хари, а после боя Леко плюнул в уже лежавшего Хари, противостояние привлекло большое внимание зрителей. Менеджмент К-1 ухватился за возможность зрелищного представления и принял решение провести реванш следующим боем уже в японской организации. В повторном поединке удача была на стороне Хари: он нокаутировал Леко ударом ноги с разворота в челюсть. Впрочем, несмотря на предшествовавшие бою скандалы, Хари помог Леко подняться и проводил немца в его угол ринга.

### Плохой парень
В следующем бою Хари проиграл австралийцу Питеру Грэму. До боя Хари традиционно поливал соперника грязью и даже устроил потасовку на пресс-конференции. В самом же бою Хари пропустил коронный удар Грэма ногой с разворота в падении («раскат грома»), сломавший челюсть марокканца в нескольких местах, в результате чего он не выходил на ринг полгода. Тем не менее, события, предшествовавшие бою, закрепили за Хари статус «плохого парня», что прибавило ему популярности. Впоследствии Хари реваншировался и за это поражение.

### Взлёт к славе
Возвращение состоялось на K-1 World GP 2006 Final Elimination в Осаке против российского бойца Руслана Караева. Ударом правой руки Караев лишил Хари баланса, а когда последний почти опустился на пол, то добавил ещё удар ногой, пришедшийся в грудь, но также задевший и лицо. В надежде выиграть матч дисквалификацией, так как Хари уже был почти на земле, получив удар ногой, Хари просидел на полу весь отсчёт рефери. Караев был объявлен победителем, после чего Хари и его угловые устроили потасовку на ринге, где Хари яростно кричал, что больше в К-1 выступать он не будет. Рефери не отреагировал на всплеск эмоций, после чего Хари покинул ринг и разнёс свою раздевалку.
Несмотря на проигрыш, начиная с этого боя Хари стал стремительно подниматься в элитный эшелон топ-бойцов К-1. Один за другим пали Пол Словински, Николас Петтас, Руслан Караев, а нокаутировав японца Юсукэ Фудзимото в апреле 2007-го, Хари выиграл чемпионский титул К-1 в тяжёлом весе (не следует путать с титулом чемпиона Гран-При). Ложкой дёгтя в длинной серии побед стал проигрыш раздельным решением своему соотечественнику, Реми Боньяски, на Гран-При 2007, однако это ничуть не смутило Хари, и его следующие шесть противников были побеждены нокаутами или техническими нокаутами, причём среди них были такие известные бойцы, как Рэй Сефо, Глоб Фейтоса и Петер Артс, а также корейский гигант Чхве Хон Ман.

### Плохой парень-2
В финальном поединке Гран-При 2008, Хари в очередной раз столкнулся с Реми Боньяски. Поначалу, долгие выжидания изредка сменялись на яростные обмены ударами, и минимальное преимущество было за Боньяски, который закрепил успех в первом раунде, отправив Хари в нокдаун.
Второй раунд вошёл в анналы истории первой в истории К-1 дисквалификацией в финале Гран-При. В один момент Боньяски потерял равновесие, однако, Хари продолжил атаку, в том числе нанося удары руками в голову лежавшего противника, а также добавив один удар ногой. Пока Боньяски лежал на полу, Хари направился в его угол и устроил словесную перепалку с тренером Реми, Иваном Ипполитом, который не остался в долгу и чуть было не вылез на ринг, однако, был остановлен работниками арены. По истечении отведённого на восстановление пятиминутного срока, Боньяски так и не смог прийти в себя на сто процентов, и врач запретил продолжение боя. Рефери Нобуяку Какуда, до этого вынесший Хари предупреждение и жёлтую карточку, дисквалифицировал Хари за неспортивное поведение, и Боньяски был объявлен чемпионом Гран-При 2008. В дальнейших интервью Хари заявил, что Боньяски симулировал травму и «его угол кричал, чтобы он оставался на полу».
Хари не был исключён из К-1 за свои действия, однако лишился своего чемпионского титула и гонорара за участие в турнире.

### Дальнейшая карьера
Несмотря на большое количество слухов о следующем сопернике Хари, таковым стал Алистар Оверим. По договорённости, бойцы должны были провести два боя: один по правилам К-1 (то есть в стойке), другой — по правилам ММА (то есть по смешанным правилам). Бой по правилам K-1 состоялся в 2008 году на традиционном турнире К-1 Dynamite!!. Хари проиграл бой. От поединка по правилам MMA Хари отказался. В 2009 году состоялся бой-реванш, опять по правилам K-1 на турнире K-1 World Grand Prix 2009 Final. Бадр выиграл данный поединок, так как судья остановил бой считая, что Оверим больше не мог продолжать бой.
В мае 2009-го Хари сразился с тогда трёхкратным чемпионом Гран-При К-1, Сэмми Шилтом за титул чемпиона в тяжёлом весе по версии организации It’s Showtime. Хари набросился на Шилта в первом раунде с таким напором, что сам не заметил как упал в нокдаун, после чего поднялся, и спустя 10 секунд упал в ещё один от удара ноги в голову. Это не остановило напора Бадра Хари, вследствие чего он за минуту до конца первого раунда снова отправился в нокдаун, проиграв матч, уступив чемпионство Сэмми Шилту.
В K-1 World Grand Prix 2009 Final 16 Хари без особого труда одолел азербайджанского бойца Забита Самедова, завершив бой ударом правой руки в печень в первом раунде. Самедов впоследствии заметил в интервью, что проиграл во многом из-за разницы в весе, так как, в отличие от Хари, он не пользуется анаболическими стероидами. Данное заявление не получило широкой огласки.
На финальном Гран-При Showtime 2009 Хари вновь одержал победу над Русланом Караевым, реваншировался против Алистара Оверима. В финале Хари реваншировался против Сэмми Шилта, который в этот раз отправился в нокдаун от Бадра Хари, и в итоге, получив сильный удар в голову на третьей минуте первого раунда-ушёл в нокаут. Победа была присуждена Хари.
В своём первом бою 2010 года Хари защитил титул Showtime против Мурада Бузиди, и взял очередной реванш, теперь у Алексея Игнашова. Бой против Игнашова, который вышел на ринг после долгого перерыва, стал первым боем Хари за три года, дошедшим до судейского решения.
Защищая свой титул чемпиона It’s Showtime, Хари провёл бой против Хесди Гергеса, которому проиграл дисквалификацией. Во втором раунде разозлённый Хари отправил Гергеса в нокдаун, а когда тот начал подниматься, ударил его ногой в лицо, в результате чего был дисквалифицирован.
Начиная с 2010 года Бадр Хари неоднократно заявлял, что планирует в дальнейшем перейти в бокс и окончательно покинуть бои К-1. Он также признавался, что мечтает выступить на Олимпиаде-2012 в Лондоне за Марокко. Наконец, на 28 января 2012 года был назначен последний бой Бадра Хари. Противником марокканца стал уже однажды выступавший в качестве его оппонента талантливый Гёкхан Саки. Однако Саки уступил более габаритному и мощному Хари в первом раунде в результате технического нокаута. После двух нокдаунов Бадр Хари правым апперкотом вновь отправил соперника на настил ринга.
Многие спортивные комментаторы и эксперты сходятся в единогласном мнении, что Бадру Хари будучи агрессивным, сильным, талантливым бойцом, придётся сложно в профессиональном боксе. Они подчёркивают, что Хари немного однообразен в своей технике и его взрывные серии хоть и обладают мощным зарядом, но с их помощью он вряд ли сможет противостоять профессиональным супертяжеловесам и ему придётся надеяться только на свои качества панчера.
Третий бой с Бадром Хари состоялся в рамках проекта «Легенда 1» в городе Москве, Российской Федерации, 25 мая 2013 года. Азербайджанский боец Забит Самедов уложил Хари в конце первого раунда и послал его в нокаут левым хуком во втором. Хотя Хари был в сознании, он остался стоять на коленях, вследствие чего Самедову засчитали победу нокаутом.

## Достижения
- Чемпион в тяжёлом весе It’s Showtime 2010
- Чемпион в тяжёлом весе It’s Showtime 2009
- Чемпион в тяжёлом весе 2007
- Чемпион Нидерландов по муай тай 2002 по версии WPKL

## Скандалы
Бадр неоднократно попадал в поле зрения полиции из-за своего буйного нрава. Так однажды он был приговорён к 18 месяцам тюремного заключения за нападение на бизнесмена Коэна Эверинка в ночном клубе.
В другом эпизоде одном из клубов Голландии под горячую руку бойца попался охранник. Похожая участь постигла и девушку Бадра. Также у спортсмена дома обнаруживали запрещённые препараты.
Ещё один инцидент с участием Бадра произошёл в Марракеше. В одном из ресторанов он избил официанта после того как тот принёс заказанную Хари водку.
Также полиция арестовывала спортсмена за совершение поджога.
Даже в отношении со своими соседями он проявлял буйный нрав, за что был наказан 240 часами исправительных работ.